# 汤振彪
汤振彪（1925年—2019年1月3日），出生于江苏省阜宁县施庄安南村。

## 生平
汤振彪同志1941年9月入伍江苏阜宁县子弟兵团，1943年加入中国共产党。1946入选东北航空学校一期领航班。1948年参加辽沈战役、平津战役、上海战役。先后历任空军上海江湾航空站站长、杭州笕桥航空站副站长、书记、华东航空处负责人之一。1950年至1956年历任军委空军司令部参谋、地图科科长。1964年转业到江苏省体委，历任副处长、处长、五台山体育场场长、书记等职。1987年12月离休。荣获三级自由独立勋章和三級解放勋章。2015年荣获“抗日战争70周年纪念章”。1955年授予大尉军衔，1960授予少校军衔，1964年授予中校军衔。2019年1月3日在南京逝世，享年95岁。

### 子女
- 汤建
- 汤铁炎
- 汤元元